# Liste der Stolpersteine in Bretten

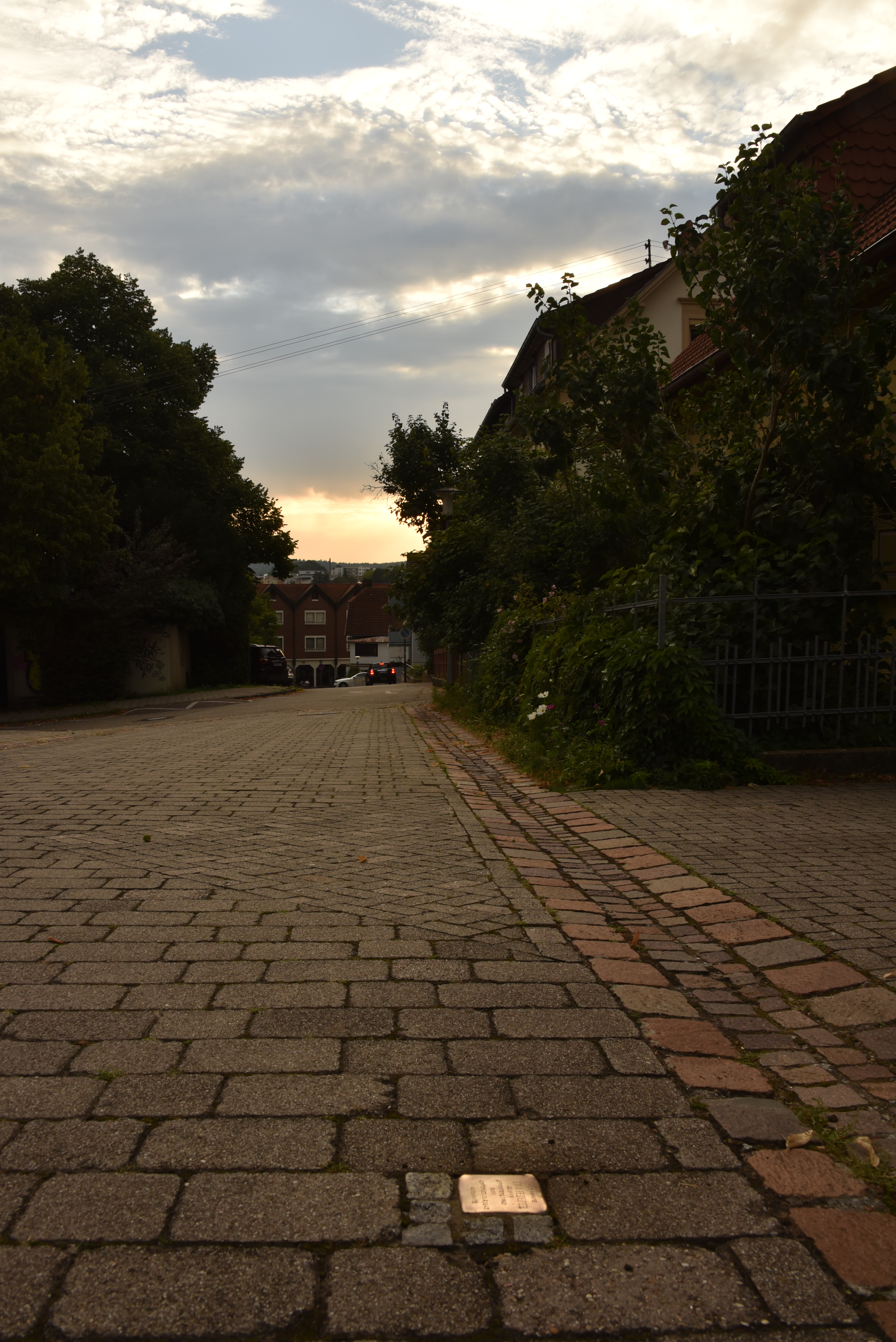
Stolperstein Promenadenweg 15

Die Liste der Stolpersteine in Bretten führt die vom Künstler Gunter Demnig verlegten Stolpersteine in der Stadt Bretten auf.
Die 10 cm × 10 cm × 10 cm großen Betonquader mit Messingtafel sind in den Bürgersteig vor jenen Häusern eingelassen, in denen die Opfer einmal zu Hause waren. Die Inschrift der Tafel gibt Auskunft über ihren Namen, ihr Alter und ihr Schicksal. Die Stolpersteine sollen dem Vergessen der Opfer der nationalsozialistischen Gewaltherrschaft entgegenwirken.
Die ersten Verlegungen in Bretten erfolgten 2004.

## Verlegte Stolpersteine
| Stolperstein | Inschrift | Verlegeort              | Name, Leben                                            |
| ------------ | --- | ----------------------- | ------------------------------------------------------ |
|              | HIER WOHNTE GUSTAV ERLEBACHER JG. 1865 DEPORTIERT 22.10.1940 GURS TOT 13.7.1941                                                                                | Melanchthonstraße 80 ·  | Gustav Erlebacher (1865–1941)                          |
|              | HIER WOHNTE IRMA ERLEBACHER GEB. STAMMHALTER JG. 1902 DEPORTIERT 1940 GURS ERMORDET 31.8.1942 AUSCHWITZ                                                        | Melanchthonstraße 49    | Irma Erlebacher, geborene Stammhalter (1902–1942)      |
|              | HIER WOHNTE JULIUS ERLEBACHER JG. 1888 DEPORTIERT 1940 GURS ERMORDET 31.8.1942 AUSCHWITZ                                                                       | Melanchthonstraße 49    | Julius Erlebacher (1888–1942)                          |
|              | HIER WOHNTE SOFIE ERLEBACHER GEB. FLEGENHEIMER JG. 1879 DEPORTIERT 22.10.1940 GURS ?                                                                           | Melanchthonstraße 49    | Sofie Erlebacher, geborene Flegenheimer (1879–1940/45) |
|              | HIER WOHNTE LINA FEDERER JG. 1881 DEPORTIERT 1940 GURS ERMORDET 25.4.1942 AUSCHWITZ                                                                            | Promenadenweg 15 ·      | Lina Federer (1881–1942)                               |
|              | HIER WOHNTE EMMA FIX JG. 1899 ERMORDET 1940 IN 'HEILANSTALT' GRAFENECK T-4-AKTION                                                                              | Gartenstraße 2a ·       | Emma Fix (1899–1940)                                   |
|              | HIER WOHNTE ELISABETHA GÖB JG. 1887 ERMORDET 1940 IN 'HEILANSTALT' GRAFENECK T-4-AKTION                                                                        | Weißhofer Straße 103    | Elisabetha Göb (1887–1940)                             |
|              | HIER WOHNTE FRIEDRICH CHRISTIAN GROB JG. 1931 ERMORDET 1940 IN 'HEILANSTALT' GRAFENECK T-4-AKTION                                                              | Engelsberg ·            | Friedrich Christian Grob (1931–1940)                   |
|              | HIER WOHNTE KATHARINA HAAR JG. 1880 EINGEWIESEN 12.5.1938 HEILANSTALT HUB BEI BÜHL 'VERLEGT' 8.7.1940 GRAFENECK ERMORDET 8.7.1940 'AKTION T4'                  | Weißhofer Straße 5      | Katharina Haar (1880–1940)                             |
|              | HIER WOHNTE WILHELM HAUSER JG. 1896 ERMORDET 1940 IN 'HEILANSTALT' GRAFENECK T-4-AKTION                                                                        | Pforzheimer Straße 42 · | Wilhelm Hauser (1896–1940)                             |
|              | HIER WOHNTE CHIL IGNATZ HELBARTH JG. 1866 DEPORTIERT 22.10.1940 GURS TOT 29. SEPT. 1941 KRANKENHAUS PAU                                                        | Weißhofer Straße 96     | Chil Ignatz Helbarth (1866–1941)                       |
|              | HIER WOHNTE JEANETTE HELI JG. 1891 DEPORTIERT 22.10.1940 GURS ERMORDET IN AUSCHWITZ                                                                            | Zähringer Straße 3      | Jeanette Heli (1891–1940/45)                           |
|              | HIER WOHNTE EMILIE HERRMANN JG. 1883 ERMORDET T-4-AKTION | Am Gottesackertor 3     | Emilie Herrmann (1883–?)                               |
|              | HIER WOHNTE WILHELM HOLL JG. 1884 ERMORDET 1940 IN 'HEILANSTALT' GRAFENECK T-4-AKTION                                                                          | Engelsberg 12           | Wilhelm Holl (1884–1940)                               |
|              | HIER WOHNTE ALFRED KOPPEL JG. 1898 VERHAFTET 22.11.1938 DEPORTIERT BUCHENWALD ERMORDET 24.1.1941                                                               | Weißhofer Straße 42     | Alfred Koppel (1898–1941)                              |
|              | HIER WOHNTE KARL KOTTNER JG. 1871 ERMORDET 1940 T-4-AKTION | Pfarrgasse 7            | Karl Kottner (1871–1940)                               |
|              | HIER WOHNTE MOSES LICHTENBERGER JG. 1865 GEDEMÜTIGT / ENTRECHTET FLUCHT IN DEN TOD 7.11.1933                                                                   | Pforzheimer Straße 51   | Moses Lichtenberger (1865–1933)                        |
|              | HIER WOHNTE GUSTAV NUBER JG. 1882 ERMORDET 1940 T-4-AKTION | Weißhofer Straße 82     | Gustav Nuber (1882–1940)                               |
|              | HIER WOHNTE PAULINE RÖSNER JG. 1893 ERMORDET 1944 IN 'HEILANSTALT' HADAMAR T-4-AKTION                                                                          | Pforzheimer Straße 1    | Pauline Rösner (1893–1944)                             |
|              | HIER WOHNTE MINA SCHABINGER JG. 1905 ADVENTISTIN ENTMÜNDIGT 1934 ZWANGSSTERILISIERT KRANKENHAUS ACHERN MEHRERE HEILANSTALTEN ERMORDET 29.8.1944 ANSTALT HOERDT | Schillstraße 10         | Mina Schabinger (1905–1944)                            |
|              | HIER WOHNTE ANNA SCHMULEWITZ JG. 1923 DEPORTIERT 1941 KOWNO MASSENERSCHIESSUNG 25.11.1941 KOWNO FORT IX                                                        | Weißhofer Straße 96     | Anna Schmulewitz (1923–1941)                           |
|              | HIER WOHNTE LINA SCHMULEWITZ GEB. HELBARTH JG. 1891 DEPORTIERT 1940 GURS INTERNIERT DRANCY 1942 AUSCHWITZ ERMORDET                                             | Weißhofer Straße 96     | Lina Schmulewitz, geborene Helbarth (1891–1942/45)     |
|              | HIER WOHNTE META SCHMULEWITZ JG. 1918 DEPORTIERT 1940 GURS INTERNIERT DRANCY 1942 AUSCHWITZ ERMORDET                                                           | Weißhofer Straße 96     | Meta Schmulewitz (1918–1942/45)                        |
|              | HIER WOHNTE SIEGMUND SCHMULEWITZ JG. 1888 GEDEMÜTIGT / ENTRECHTET TOT 29. DEZ. 1939 MÜNCHEN                                                                    | Weißhofer Straße 96     | Siegmund Schmulewitz (1888–1939)                       |
|              | HIER WOHNTE OSKAR TRETTER JG. 1901 VERHAFTET 1936 GEFÄNGNIS BRUCHSAL ENTLASSEN 1936 1939 NEUENGAMME ERMORDET 9.5.1940                                          | Weißhofer Straße 29     | Oskar Tretter (1901–1940)                              |
|              | HIER WOHNTE BERTA VEIS GEB. BLUM JG. 1898 DEPORTIERT 1940 GURS ERMORDET 10.9.1942 AUSCHWITZ                                                                    | Melanchthonstraße 80 ·  | Berta Veis, geborene Blum (1898–1942)                  |
|              | HIER WOHNTE BRUNO VEIS JG. 1924 KINDERTRANSPORT 1938 ENGLAND USA                                                                                               | Melanchthonstraße 80 ·  | Bruno Veis (1924–?)                                    |
|              | HIER WOHNTE CARL VEIS JG. 1886 'SCHUTZHAFT' 1938 DACHAU FLUCHT 1939 ENGLAND USA                                                                                | Pforzheimer Straße 25   | Carl Veis (1886–1973)                                  |
|              | HIER WOHNTE JAKOB VEIS JG. 1892 DEPORTIERT 1940 GURS ERMORDET 31.8.1942 AUSCHWITZ                                                                              | Melanchthonstraße 80 ·  | Jakob Veis (1892–1942)                                 |
|              | HIER WOHNTE NANETTE VEIS GEB. BLUM JG. 1891 FLUCHT 1939 ENGLAND USA                                                                                            | Pforzheimer Straße 25   | Nanette Veis, geborene Blum (1891–?)                   |
|              | HIER WOHNTE WILHELMINE WEICK JG. 1895 ERMORDET 1941 IN 'HEILANSTALT' HADAMAR T-4-AKTION                                                                        | Pfarrgasse 4            | Wilhelmine Weick (1895–1941)                           |
|              | HIER WOHNTE BIS 1921 EMMA WEIXEL JG. 1875 ERMORDET 1940 IN 'HEILANSTALT' GRAFENECK T-4-AKTION                                                                  | Pforzheimer Straße 47   | Emma Weixel (1875–1940)                                |
|              | HIER WOHNTE ISAK WERTHEIMER JG. 1867 DEPORTIERT 1940 GURS ERMORDET 19.6.1941                                                                                   | Melanchthonstraße 70    | Isak Wertheimer (1867–1941)                            |
|              | HIER WOHNTE PAULINE WERTHEIMER GEB. CUNO JG. 1878 DEPORTIERT 1940 GURS ERMORDET 30.6.1941                                                                      | Melanchthonstraße 70    | Pauline Wertheimer, geborene Cuno (1878–1941)          |

## Verlegedaten
- 2009: Pfarrgasse 4[1]
- 7. Oktober 2017: Melanchthonstraße 80 (Bruno Veis), Pforzheimer Straße 25
- 11. Februar 2020: Weißhofer Straße 29